# زحف الشهادات والدرجات العلمية والتضخم التعليمي

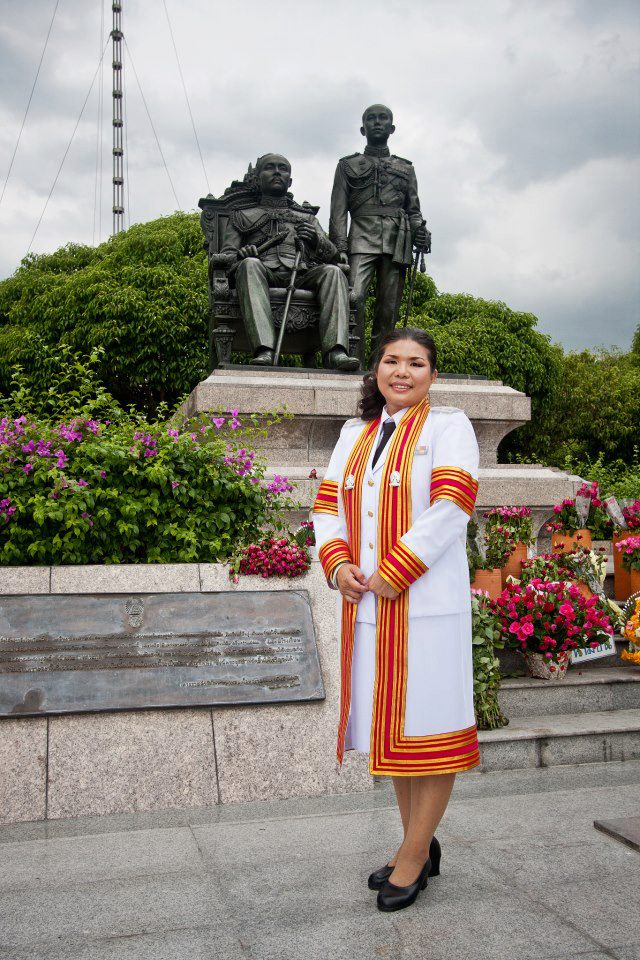

زحف الشهادات والدرجات العلمية للالتحاق بسوق العمل والتضخم التعليمي هي مجموعة من الإجراءات التي تؤدي زيادة إلى الطلب على المؤهلات التعليمية الرسمية، والتخفيض من قيمة هذه المؤهلات، في المجتمع الغربي يتزايد الاعتماد على المؤهلات الرسمية أو الشهادات المتعلقة بالوظائف؛ وقد أدت هذه العملية إلى تضخم الاعتماد (المعروف أيضا باسم زحف الاعتماد أو التضخم الأكاديمي أو تضخم الدرجات)، وعملية التضخم في الحد الأدنى من أوراق الاعتماد المطلوبة لوظيفة معينة، والتخفيض المتزامن لقيمة الشهادات والدرجات.
وترتبط هذه الاتجاهات أيضا بتضخم الرتب وهو اتجاه نحو منح درجات أكاديمية أعلي تدريجيًا للعمل الذي كان سيمكن الحصول عليه بدرجات أدني في الماضي. مثلا هناك بعض المهن التي كانت تتطلب شهادة الثانوية مثل المشرفين علي البناء وموظفي القروض وكتبة التأمين والمساعدين التنفيذيين؛ وباتت الآن تتطلب بشكل متزايد درجة البكالوريوس. وبعض الوظائف التي كانت تتطلب في السابق الحصول علي درجة البكالوريوس مثل أن تصبح مديرا في الحكومة الاتحادية،والتدريس والعمل كمرشد سياحي في موقع تاريخي وهي تتطلب الآن درجة الماجستير. وتتطلب بعض الوظائف التي كانت تتطلب درجة الماجستير الآن شهادة الدكتوراه مثل مناصب الباحثين العلميين المبتدئين ووظائف محاضر الدورات، كما أن بعض الوظائف التي كانت تتطلب في السابق درجة الدكتوراه فقط مثل مناصب الأستاذ الجامعي تتطلب بشكل متزايد تعيينات زمالة دكتوراه واحدة أو أكثر. وغالبا ما تكون المتطلبات المتزايدة مجرد وسيلة لتقليل عدد المتقدمين للوظيفة؛ وقد يكون الطابع العالمي المتزايد لمسابقات المناصب الرفيعة المستوي أيضا سببا آخر من أسباب زحف الشهادات.